# Бакар(I)-јодид
Бакар(I)-јодид је неорганско хемијско једињење хемијске формуле CuI.

## Добијање
Добија се приликом мешања раствора калијум-јодида и неке соли бакра, као што је купри-сулфат. Тада се таложи заједно са јодом.
Ова реакција може послужити за одређивање бакра, али и за одвајање јодида од хлорида и бромида, јер хлориди и бромиди не дају купро-соли под овим условима.